# Christian Schreier
Christian Schreier (ur. 4 lutego 1959 w Castrop-Rauxel) – niemiecki piłkarz występujący na pozycji pomocnika lub napastnika. Trener piłkarski.

## Kariera klubowa
Schreier jako junior grał w klubach SuS Merklinde oraz SC Paderborn. W 1981 roku trafił do ekipy VfL Bochum z Bundesligi. W tych rozgrywkach zadebiutował 8 sierpnia 1981 roku w wygranym 2:0 meczu z 1. FC Nürnberg. 11 września 1981 roku w przegranym 1:3 pojedynku z Werderem Brema strzelił pierwszego gola w Bundeslidze. W 1984 roku z 18 bramkami na koncie zajął 4. miejsce w klasyfikacji strzelców Bundesligi. Przez 3 lata w barwach Bochum zagrał 98 razy i strzelił 35 goli.
Latem 1984 Schreier odszedł do Bayeru 04 Leverkusen, również z Bundesligi. Pierwszy ligowy mecz zaliczył tam 25 sierpnia 1984 roku przeciwko Fortunie Düsseldorf (4:3). W 1988 roku zdobył z klubem Puchar UEFA, po pokonaniu w jego finale Espanyolu. W 1990 roku zajął z zespołem 5. miejsce w Bundeslidze, które było jego najwyższym w karierzze. W Bayerze spędził 7 lat. Rozegrał tam w sumie 204 spotkania i zdobył 63 bramki.
W 1991 roku Schreier odszedł do innego zespołu Bundesligi, Fortuny Düsseldorf. W 1992 roku spadł z nim do 2. Bundesligi. Wówczas odszedł do SC Paderborn z Oberligi. Później był także zawodnikiem Rot-Weiss Essen i FC Wegberg-Beeck, gdzie w 1998 roku zakończył karierę.

## Kariera reprezentacyjna
Schreier rozegrał jedno spotkanie w reprezentacji RFN. Było to 12 września 1984 roku w przegranym 1:3 towarzyskim meczu z Argentyną. Był uczestnikiem Letnich Igrzysk Olimpijskich w 1988 roku, na których zajął z drużyną 3. miejsce.